# Angelina Castro
Pour les articles homonymes, voir Castro.
Angelina Castro, nom de scène de Francys Delia Valdez, née le 6 septembre 1982 à La Havane, est une actrice pornographique cubano-américaine.

## Biographie
La famille, issue de la classe moyenne, comprend aussi un frère cadet et une sœur aînée. Quand elle a dix ans, sa famille déménage à Saint-Domingue, en République dominicaine. Deux ans plus tard, alors qu'elle a douze ans, la famille déménage à Miami, en Floride. Elle fréquente des écoles privées à Miami. Elle participe aux manifestations contre la crise cubaine des balseros en 1994 à Miami.

## Carrière
Castro travaille chez Walgreens et en tant que styliste. Après des études pour devenir chiropracteur, Castro commence à travailler dans des films pour adultes à partir de 2006 par curiosité.
Angelina Castro est la première actrice pornographique cubaine à présenter un programme télévisé, La Cosa Nostra, lancé sur Internet en 2008.
En 2011, Angelina rejoint le réalisateur de films pour adultes Josh Stone pour co-réaliser sa première production, Angelina Mundo. Le succès la pousse à répéter devant et derrière les caméras dans Angelina Mundo 2.
En juillet 2012, lors de la finale de la NBA, Angelina Castro et Sara Jay, une actrice de films X, proposent de pratiquer la sexualité orale sur des fans dans une discothèque locale à Miami si le Miami Heat remporte les finales. Le Heat gagne, Jay et Castro créent un site Web "TEAMBJNBA" avec les informations sur l'événement. La NBA dépose un référé pour interdire l'évènement, le site Internet est fermé, cependant l'événement a quand même lieu.
Castro est interviewée sur Radio Martí en septembre 2012 ; Castro explique alors comment elle est entrée dans l'industrie du porno et comment les Cubains pourraient s'impliquer dans l'industrie du porno. L'interview est supprimée du site Internet de l'émission de radio après la réaction du public.
En 2015, Castro commence à co-animer SOS (Sex or Sexy) sur Mira.tv en Floride, une émission de radio axée sur le sexe et la sexualité dans la communauté latino-américaine.
Lors de l'élection présidentielle américaine de 2016, Castro et Maggie Green, autre actrice porno, proposent à nouveau de pratiquer la sexualité orale, la fellation, aux électeurs de Hillary Clinton, si Clinton remporte l'élection.
En 2018, Castro remporte son premier AVN Award dans la catégorie "Interprète BBW de l'année".
Castro apparaît dans l'émission de télévision portoricaine Esto no tiene nombre en août 2019, au cours de laquelle elle donne des conseils sur la façon d'avoir des relations sexuelles pendant la grossesse. En 2019, elle est également devenue porte-parole de la société de soins naturels pour la peau, Garner's Garden.
Elle tourne près de 300 films pour beaucoup de sociétés : Bang Bros, Elegant Angel, Trans500, Score, Fetish Network, Lethal Hardcore, Sensational Video, Evil Angel, Naughty America, Pink Visual, Brazzers, Reality Kings...

## Vie privée
À 18 ans, elle se marie et a un fils puis divorce. Castro vit à Miami, en Floride. Elle a un deuxième enfant.